# 新弗尔赫
新弗尔赫（發音：[ˈnɔːʋi ˈvəɾx])， 是斯洛維尼亞東北部阿帕切市鎮的一個聚居地。面積0.38平方公里，人口22人。

## 外部連結
- Novi Vrh on Geopedia（页面存档备份，存于）